# Ejnar Olsson
Ejnar „Hund-Eje” Olsson (Svédország, Södermanland megye, Eskilstuna, Ärla, 1896. július 9. – Svédország Stockholm, 1974. december 20.) svéd olimpikon, jégkorongozó kapus, bandyjátékos.
Az 1924. évi téli olimpiai játékokon, jégkorongban a 4. lett a svéd csapattal. Első mérkőzésükön a svájciakat verték 9–0-ra, utána Kanadától kikaptak 22–0-ra, majd a csehszlovákokat verték 9–3-ra. Ezután jött a négyes döntő, ahol a kanadaiak elleni mérkőzés beszámított, így játszottak az amerikaiak ellen, ami 20–0-s vereség lett, majd a britek is megverték őket 4–3-ra.
Részt vett az 1922-es jégkorong-Európa-bajnokságon, ahol ezüstérmes lett. Az 1924-es jégkorong-Európa-bajnokságon nem szerzett érmet.
Klubcsapata az IK Göta volt. 1922-ben, 1923-ban és 1924-ben svéd bajnok volt.